# René Moreu
René Moreu, né le 12 novembre 1920 à Nice (Alpes-Maritimes) et mort le 16 mai 2020 à Vayrac (Lot), est un peintre et illustrateur français.

## Biographie
René Moreu est né à Nice le 12 novembre 1920. Il passe son enfance à Marseille, où son père est décorateur étalagiste, puis gérant de café. Après plusieurs petits métiers, il entre comme mécanicien à l'imprimerie du Petit Marseillais.
Réquisitionné sur un navire garde-côtes, René Moreu rejoint la Résistance en 1940. Bien qu'atteint à partir de 1943 d'une grave maladie rétinienne, il participe aux combats de la Libération de Paris. Il rejoint ensuite l'équipe du journal La Marseillaise.
Il est embauché par Vaillant pour y être durant quatre ans (1945-1949) le premier rédacteur en chef de cet hebdomadaire destiné à la jeunesse. Il se marie avec Mina Lucchesi dont un fils, Roland naitra de cette union. Il épouse en secondes noces, la directrice des Éditions Vaillant, Madeleine Bellet et reste proche de la rédaction du journal, dont il est un des actionnaires « historiques », jusqu'aux années 1970,. À ces mêmes éditions, il crée en 1950-1951 les périodiques Riquiqui les belles images et Roudoudou les belles images, à destination des très jeunes lecteurs et dont il est le rédacteur en chef. Il a également collaboré à Pipolin les gaies Images,.
En 1953, grâce à la guérison partielle de ses yeux par des implants de placenta, il entame une carrière de peintre et d'illustrateur.
Il illustre en 1954 Les Secrets de la forêt vierge sur un texte
d’Alain Gheerbrant, de retour de son
expédition amazonienne.
Comme illustrateur, il participe à de nombreux livres pour enfants, notamment aux Éditions La Farandole, parmi lesquels des ouvrages de Pierre Gamarra et de Jean Ollivier. Il y publie aussi en 1983 Arnal une vie de Pif, une biographie consacrée à José Cabrero Arnal, créateur du personnage de Pif le chien,. Il est aussi maquettiste pour des publications de la presse communiste : Miroir du cyclisme (1961) et l'Almanach de L'Humanité de 1967 à 1986.
Comme peintre, il fait partie du groupe d'artistes de la revue L'Œuf sauvage, et est ainsi rattaché à l'Art singulier. Il réalise sa première grande exposition en 1975 à Amiens.
Depuis, plusieurs expositions et rétrospectives lui ont été consacrées ; par exemple à Compiègne en 2001, à la Halle Saint-Pierre en 2003-2004, à Saint-Pierreville en 2003, en 2010 à Uzès, au musée de la Création Franche à Bègles et à Carennac en 2011, au château de Grignon en 2015 par le musée du Vivant à AgroParisTech.
René Moreu a vécu à Vayrac.
René Moreu est décédé le 16 mai 2020.
La première monographie consacrée à l'œuvre de René Moreu est publiée en juin 2020 par Actes Sud, sous le titre L'œil nu : que la nature soit peinture.